# Estación de Callao

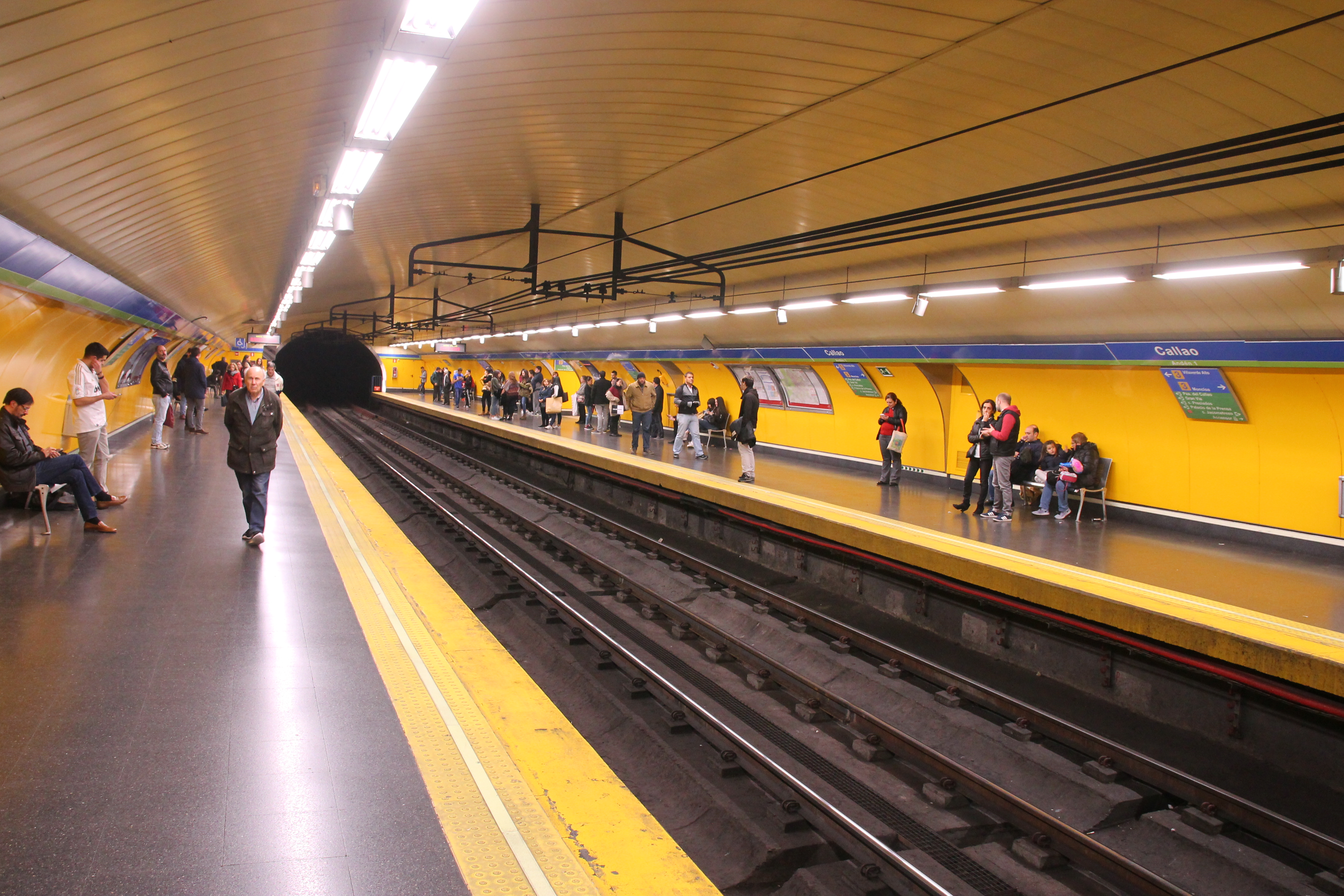
Andenes de la línea 5

Callao es una estación de las líneas 3 y 5 del Metro de Madrid (España) situada bajo la Plaza del Callao, gran zona comercial, cultural y de ocio de Madrid donde confluyen la Calle Preciados, Jacometrezo y la Gran Vía (aproximadamente en el punto medio de su recorrido), su nombre se debe en honor al puerto peruano del Callao, donde se dio el Combate del 2 de Mayo, en el que se enfrentó España contra Perú, Chile, Ecuador y Bolivia.

## Historia
Los andenes de la línea 3 se inauguraron en 1941, al ampliarse la línea desde Sol hasta Argüelles. Por otra parte los de la línea 5 se inauguraron el 5 de junio de 1968, con el primer tramo de esta línea entre Carabanchel y Callao.
El acceso a la estación de Callao se rediseñó en la remodelación integral de la misma forma que en Ventura Rodríguez, pero dado que Callao se encuentra bastante más cerca de la superficie ha sido imposible realizar un vestíbulo a distinto nivel, por lo que se hizo junto al andén 1, cambiando al andén 2 por un paso inferior. Las paredes son amarillo plátano y el techo azul.
El 1 de abril de 2017 se eliminó el horario especial de todos los vestíbulos que cerraban a las 21:40 y la inexistencia de personal en dichos vestíbulos

## Obras
En los veranos de 2004, 2005 y 2006 se llevaron a cabo reformas en toda la línea 3 para prolongar los andenes de las estaciones de 60 a 90 m. Cabe destacar que, a diferencia de las demás estaciones de la línea 3, en Callao se prolongaron los andenes mediante el método tradicional de Madrid. Las reformas terminaron el 30 de septiembre de 2006, tras años de obras.
Después de tener durante años una decoración de mosaico similar a la de la estación de Bilbao ha sido forrada con vítrex de color amarillo durante las reformas de dichos veranos, además de haber sido adaptada para personas con movilidad reducida. En ese momento se construyó el acceso de la calle de Jacometrezo, que no es de boca clásica sino un templete acristalado, estilo muy controvertido dada la situación céntrica de la estación.

## Accesos

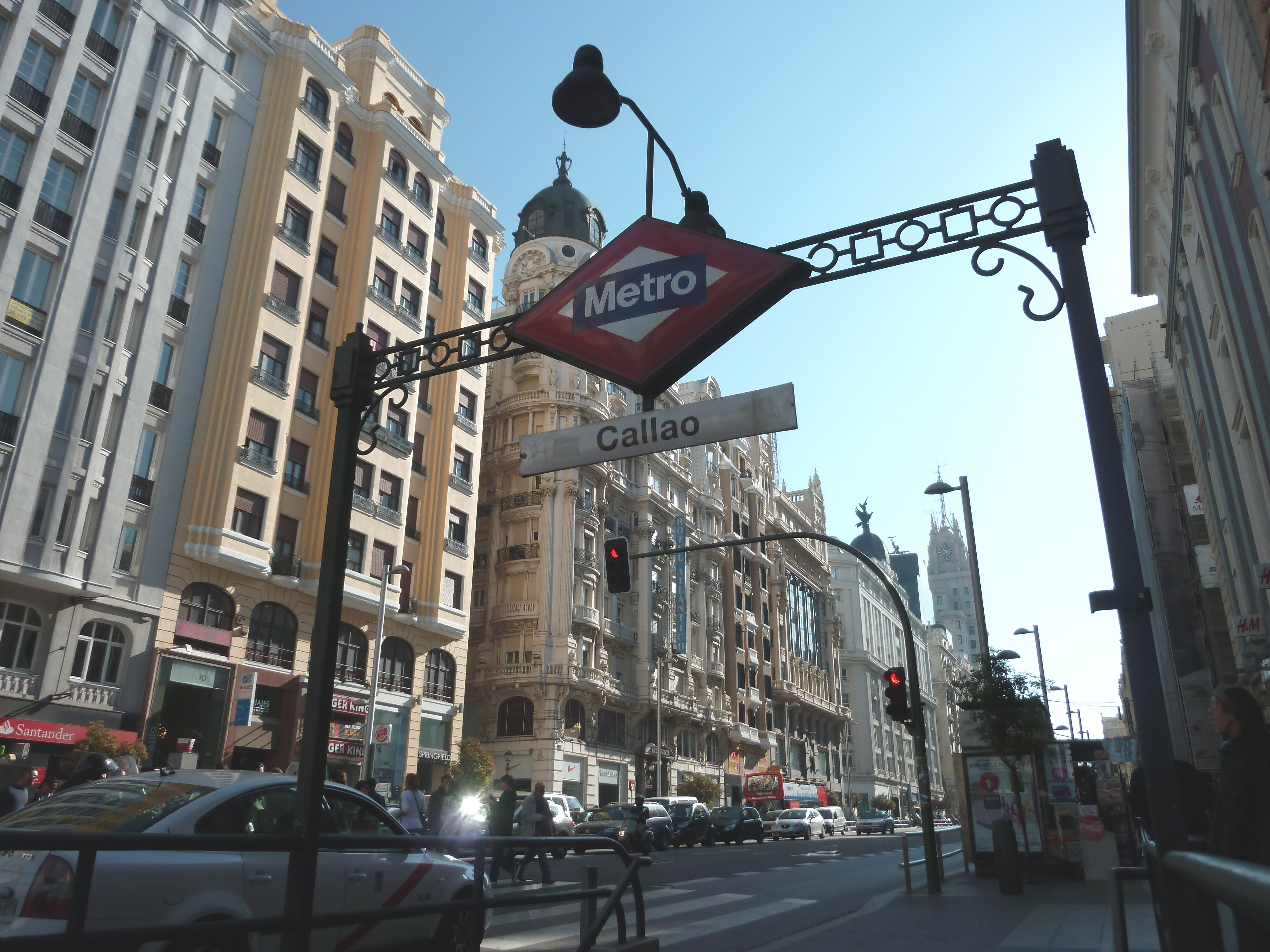
Acceso en el n.^{o} 39 de la calle Gran Vía.

Vestíbulo Jacometrezo
- Jacometrezo C/ Jacometrezo, 1.
- Ascensor C/ Jacometrezo, 3

Vestíbulo Callao
- Plaza de Callao Pza. Callao, 1 (cerca de C/ Preciados)
- Centro Comercial Abierto según horario del Centro Comercial C/ Gran Vía, impares. Acceso subterráneo a El Corte Inglés en el pasillo del Acceso Cine Avenida.
- Cine Avenida C/ Gran Vía, 39.
- Palacio de la Prensa C/ Gran Vía, 46. Para Cine Palacio de la Prensa
- Ascensor Pza. Callao, 1

## Líneas y conexiones

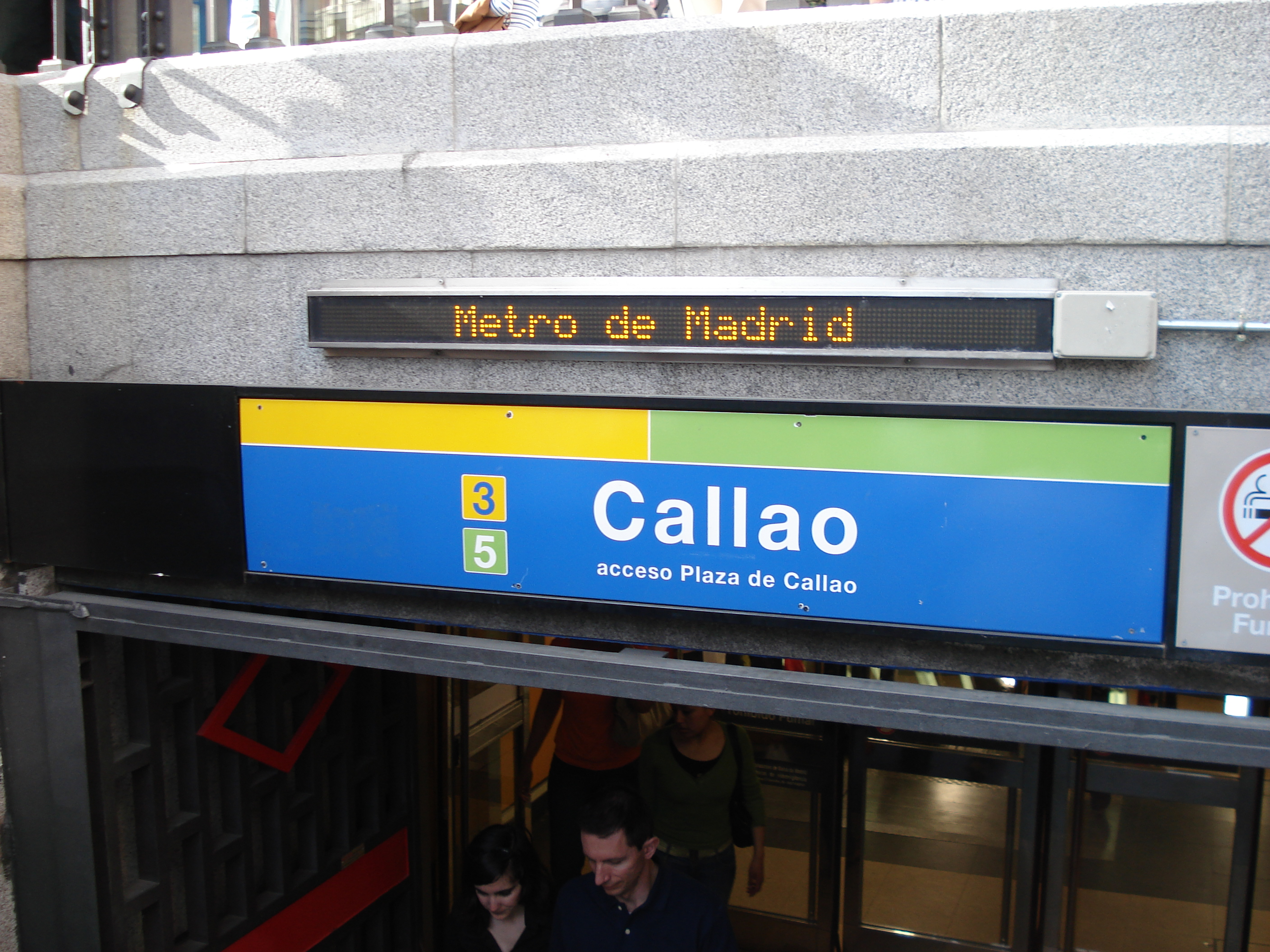
Acceso de la Plaza del Callao.

Primeras ampliaciones del Metro de Madrid que incluían la estación de Callao.

### Metro

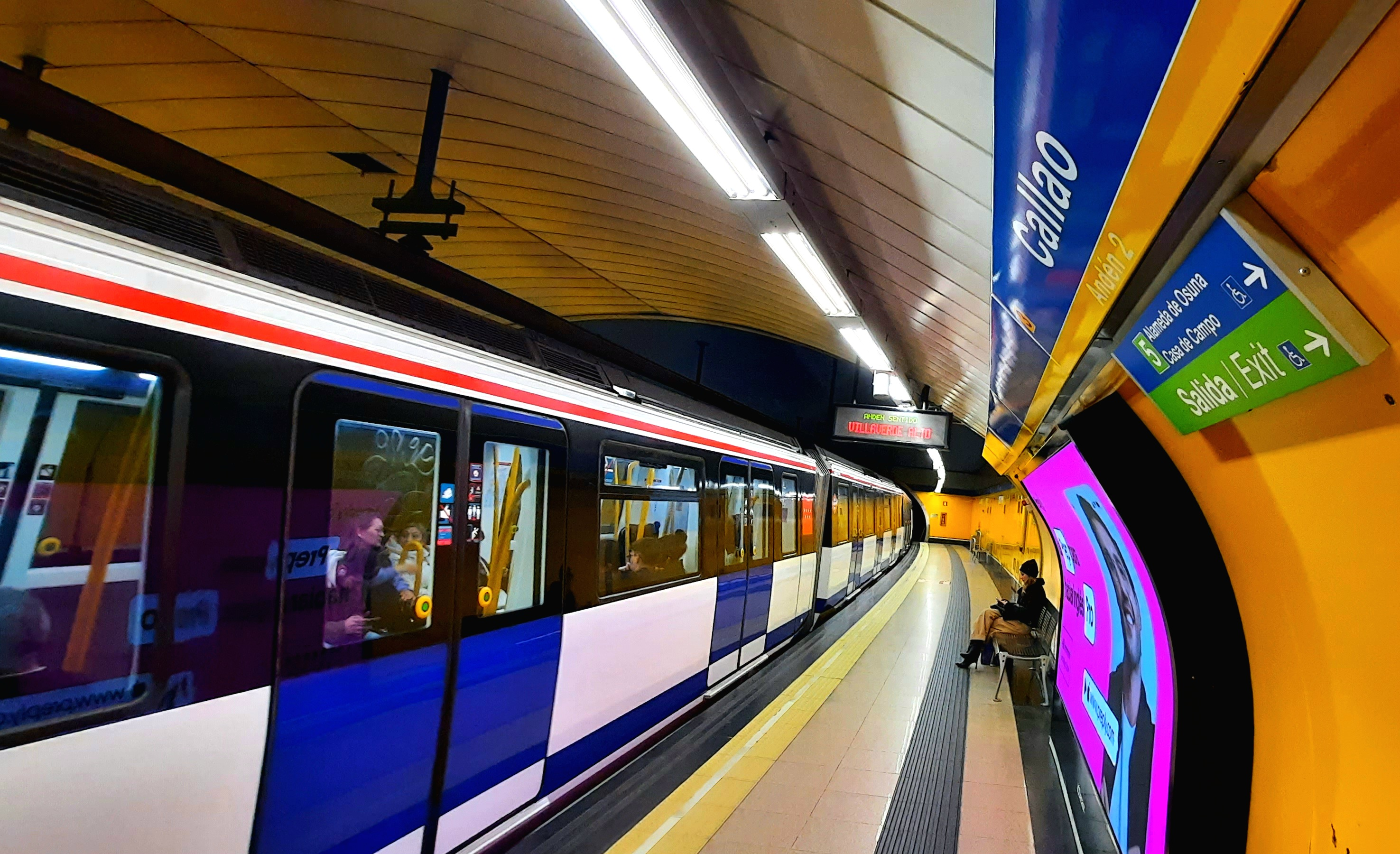
Serie 3000 en andén de la línea 3

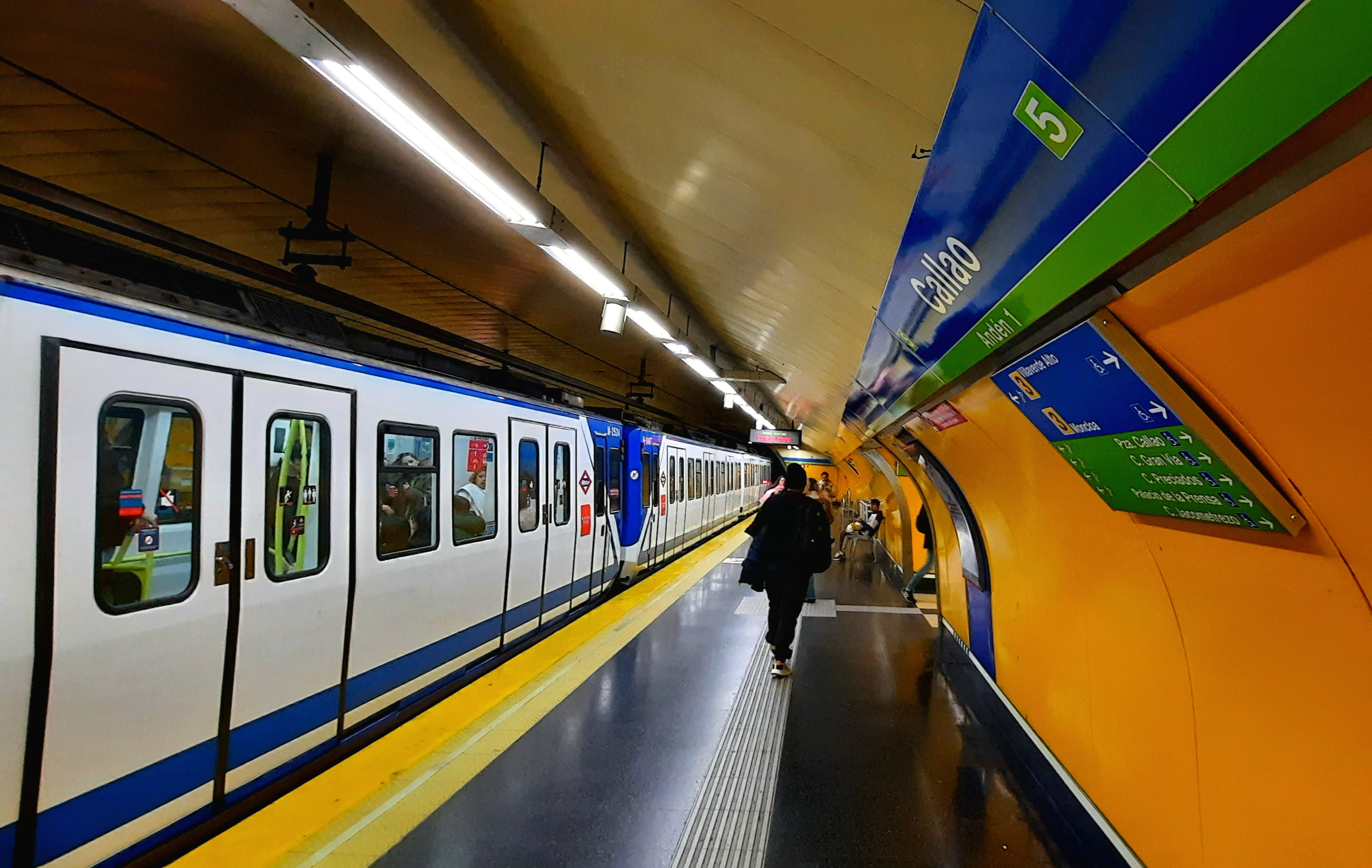
Serie 2000A en andén de la línea 5

| << cabecera      | < estación | línea | estación >      | cabecera >>   |
| ---------------- | ---------- | ----- | --------------- | ------------- |
| El Casar         | Sol        |       | Plaza de España | Moncloa       |
| Alameda de Osuna | Gran Vía   |       | Ópera           | Casa de Campo |

### Autobuses
| Diurnos                                                     |                        |                                  |
| Autobuses con cabecera en el entorno de la Plaza del Callao |                        |                                  |
| Línea                                                       | Destino                | Parada                           |
| 146                                                         | Los Molinos            | 5568 CALLAO (C/ Jacometrezo, 6)  |
| 75                                                          | Colonia Manzanares     | 5569 CALLAO (C/ Jacometrezo, 13) |
| 147                                                         | Barrio del Pilar       | 5570 CALLAO (C/ Jacometrezo, 9)  |
| 148                                                         | Puente de Vallecas     | 5571 CALLAO (C/ Jacometrezo, 5)  |
| 44                                                          | Marqués de Viana       | 5572 CALLAO (C/ San Bernardo, 1) |
| 133                                                         | Mirasierra             | 5573 CALLAO (C/ San Bernardo, 3) |
| Autobuses pasantes por el entorno de la Plaza del Callao    |                        |                                  |
| Línea                                                       | Destino                | Parada                           |
| 1                                                           | Cristo Rey             | 9 GRAN VÍA-CALLAO                |
| 2                                                           | Reina Victoria         | 9 GRAN VÍA-CALLAO                |
| 46                                                          | Moncloa                | 9 GRAN VÍA-CALLAO                |
| 74                                                          | Pº Pintor Rosales      | 9 GRAN VÍA-CALLAO                |
| 001                                                         | Moncloa                | 9 GRAN VÍA-CALLAO                |
| 1                                                           | Prosperidad            | 723 GRAN VÍA-CALLAO              |
| 2                                                           | Manuel Becerra         | 723 GRAN VÍA-CALLAO              |
| 3                                                           | San Amaro              | 723 GRAN VÍA-CALLAO              |
| 46                                                          | Sol / Sevilla          | 723 GRAN VÍA-CALLAO              |
| 74                                                          | Parque de las Avenidas | 723 GRAN VÍA-CALLAO              |
| 001                                                         | Estación de Atocha     | 723 GRAN VÍA-CALLAO              |
| Nocturnos                                                   |                        |                                  |
| Autobuses pasantes por el entorno de la Plaza del Callao    |                        |                                  |
| Línea                                                       | Destino                | Parada                           |
| N16                                                         | La Peseta              | 9 GRAN VÍA-CALLAO                |
| N18                                                         | Las Águilas            | 9 GRAN VÍA-CALLAO                |
| N19                                                         | Colonia San Ignacio    | 9 GRAN VÍA-CALLAO                |
| N20                                                         | Pitis                  | 9 GRAN VÍA-CALLAO                |
| N21                                                         | Arroyo del Fresno      | 9 GRAN VÍA-CALLAO                |
| N16                                                         | Cibeles                | 723 GRAN VÍA-CALLAO              |
| N18                                                         | Cibeles                | 723 GRAN VÍA-CALLAO              |
| N19                                                         | Cibeles                | 723 GRAN VÍA-CALLAO              |
| N20                                                         | Cibeles                | 723 GRAN VÍA-CALLAO              |
| N21                                                         | Cibeles                | 723 GRAN VÍA-CALLAO              |